# Eleccions generals espanyoles de 1898

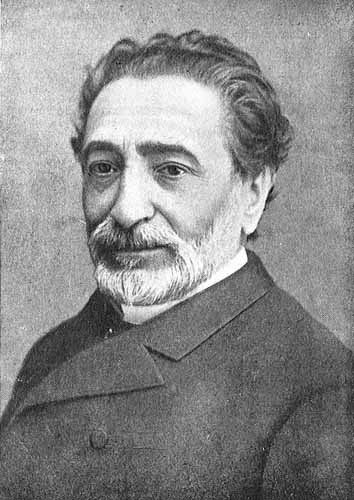
El liberal Sagasta, cap de govern després de les eleccions

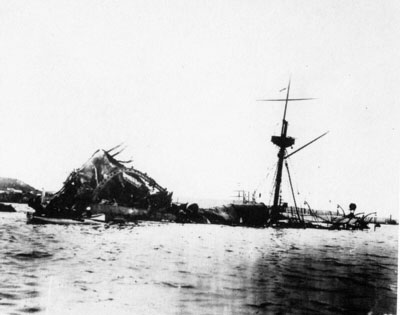
El Maine enfonsat provocà la Guerra de Cuba. La derrota espanyola provocaria la caiguda del govern i noves eleccions

Les eleccions generals espanyoles de 1898 foren convocades el 27 de març de 1898 sota sufragi universal masculí. En total foren escollits 401 diputats, endemés dels 16 de Puerto Rico i 30 de Cuba. La legislatura fou marcada per l'esclat de la Guerra Hispano-estatunidenca, que suposà la derrota de les tropes espanyoles i la pèrdua de les darreres colònies americanes.
Vencé per majoria el Partit Liberal, dirigit per l'incombustible Práxedes Mateo Sagasta. Quan als conservadors, trasbalsats per l'assassinat del seu líder Cánovas del Castillo, es presentaren amb el seu nou cap Francisco Silvela, encara que un petit sector no el reconegué, i es presentà encapçalat pel duc de Tetuán. Quan als republicans, es presentaren novament amb la Fusión Republicana liderada per Nicolás Salmerón, però no va poder comptar amb el Partit Republicà Progressista ni amb el Partit Republicà Democràtic Federal, que demanaren l'abstenció.
Fou elegit president del Congrés el liberal Antonio Aguilar y Correa, marqués de la Vega de Armijo, i com a president del Senat Eugenio Montero Ríos. El cap de govern fou Práxedes Mateo Sagasta. L'u d'abril va començar la guerra que acabà amb la cessió de Cuba i Filipines el 12 d'agost de 1898 i la de Puerto Rico el 12 de desembre. Això provocà la caiguda de Sagasta i la convocatòria de noves eleccions el 1899.

## Composició de la Cambra
| ← Eleccions generals espanyoles, 27 de març de 1898 → |        |                                     |
| Partit                                                | Escons | Líder                               |
| Partit Liberal                                        | 272    | Práxedes Mateo Sagasta              |
| Unió Conservadora                                     | 82     | Francisco Silvela                   |
| Fusió Republicana                                     | 18     | Nicolás Salmerón                    |
| Conservadors Tetuanistes                              | 9      | Carlos O'Donnell y Álvarez de Abreu |
| Partit Liberal Reformista                             | 6      | Francisco Romero Robledo            |
| Comunió Tradicionalista                               | 6      | Marquès de Cerralbo                 |
| Catòlics independents                                 | 1      | Marquès de Santillana               |
| Independents                                          | 6      |                                     |

## Resultats per circumscripcions

### Catalunya
- Barcelona
  - Josep Balcells i Cortada (Liberal)
  - Timoteo Bustillo López (liberal)
  - Álvaro Carvajal Melgarejo, marquès de Cenete (Conservador)
  - Josep Collaso i Gil (liberal)
  - Josep Comas i Masferrer (liberal)
  - Pablo Cruz y Orgaz (liberal)
  - Joan Ferrer-Vidal i Soler (Liberal)
  - Joan Maria Forgas i Frígola (Liberal)
  - Emili Junoy i Gelabert (Fusió Republicana)
  - Josep Maria Planas i Casals (Conservador)
  - Joan Puig i Saladrigas (Conservador)
  - Josep Maria Rius i Badia (Conservador)
  - Josep Roig i Bergadà (Liberal)
  - Joan Rosell i Rubert (Liberal)
  - Alfons Sala i Argemí, comte d'Égara (Conservador)
  - Nicolás Salmerón y Alonso (Fusió Republicana)
  - Joan Sol i Ortega (Fusió Republicana)
  - Josep Soler i Aloy (Liberal)
  - Frederic Travé i Escardó (Liberal)
- Girona
  - Joaquim Aldrich i Pagès (Liberal)
  - Ramiro Alonso Padierna de Villapadierna
  - Luis Canalejas Méndez (Liberal)
  - Antonio Comyn Crooke (Conservador)
  - José Joaquín Herrero y Sánchez (Liberal)
  - Joaquim Llorens i Fernández de Córdoba (Comunió Tradicionalista)
  - Ferran Puig i Mauri (Conservador)
  - Mariano Vilallonga e Ibarra (Conservador)
- Lleida
  - Miquel Agelet i Besa (Liberal)
  - Vicente Alonso-Martínez y Martín (Liberal)
  - Adolfo Calzado y Sanjurjo (Fusió republicana)
  - Ricardo García Trapero Veragua (Liberal)
  - Cipriano Garijo y Aljama (Liberal)
  - Joan Maluquer i Viladot (Conservador)
  - Ramón Martínez Campos y Rivera (Liberal)
  - José Moragas Saiz (Liberal)
- Tarragona
  - Joan Cañellas i Tomàs (Liberal)
  - Pere Nolasc Gay i Sardà (Liberal)
  - Vicente López Puigcerver (Conservador)
  - Rafael Ibarra Belmonte
  - Joan Matheu i Sabater (Liberal)
  - Josep Orga i Sans (Liberal)
  - Josep de Suelves i Montagut (Comunió Tradicionalista)
  - Joaquim de Sarriera i Milans (Liberal)

### Illes Balears
- Antoni Maura i Montaner (Conservador)
- Rafael Prieto i Caules (Fusió Republicana)
- Pasqual Ribot Pellicer (Liberal)
- Luis de San Simón y Ortega (Conservador)
- Manuel Salas Palmer
- Miquel Santandreu i Vadell (Liberal)
- Felip Villalonga Despuig (Comunió Tradicionalista)

### País Valencià
- Alacant
  - Federico Arredondo y Ramírez de Arellano (Liberal)
  - Enrique Arroyo y Rodríguez (Liberal)
  - José Bautista Chícheri (Liberal)
  - José Canalejas i Méndez (Liberal)
  - Arturo de Pardo Inchausti (Conservador)
  - Eduardo Romero Paz (Liberal)
  - Trinitario Ruiz Capdepón (Liberal)
  - Trinitario Ruiz Valarino (Liberal)
  - Rafael Terol Maluenda (Liberal)
  - Antonio Torres Orduña (Conservador)
- Castelló
  - Pedro Font de Mora Jáuregui (Liberal)
  - Eduardo García Onativia (Liberal)
  - Fernando Gasset Lacasaña (Fusió Republicana)
  - José González Pintado y Hermoso (Liberal)
  - Pedro de Govantes y Azcárraga, comte d'Albay (Conservador)
  - Juan Navarro Reverter (Conservador)
  - Manuel Saenz de Quejana y Toro (Conservador)
- València
  - Vicent Blasco Ibáñez (Partit Republicà Progressista)
  - Francisco Javier Bores y Romero (Conservador)
  - Vicente Calabuig Carrá (Conservador)
  - Estanislao García Monfort (Liberal)
  - Marcial González de la Fuente (Liberal)
  - Sinibaldo Gutiérrez Mas (Liberal)
  - Manuel Iranzo Benedito (Liberal)
  - Francisco de Laiglesia y Auset (Conservador)
  - Federico Loygorri de la Torre (Liberal)
  - José Manteca Oria (Liberal)
  - Francisco Peris Mencheta (independent)
  - Luis Page Blake
  - Rafael Sarthou Calvo (Liberal)
  - Carlos Testor Pascual (Liberal)
  - Manuel Zabala Urdániz (Liberal)